# Serge Lang
Serge Lang (París, 1927 - Berkeley, 2005) va ser un matemàtic francès expert en teoria de nombres conegut també pel seu activisme polític, que va iniciar-se en les campanyes contra la Guerra de Vietnam. Va oposar-se al nomenament de Samuel Huntington com a membre de l'Acadèmia de les Ciències. Igualment va polemitzar amb David Baltimore per motius polítics. Un altre dels seus fronts fou la SIDA, que sostenia que no té l'origen comunament acceptat (el VIH).